# 首都として建設された計画都市の一覧
首都として建設された計画都市の一覧（しゅととしてけんせつされたけいかくとしのいちらん）は、首都とすることを目的に建設された計画都市の一覧である。

## 一覧
| 都市名                   | 国名                       | 年代          | 注釈                                                               |
| ------------------------ | -------------------------- | ------------- | ------------------------------------------------------------------ |
| アマルナ                 | エジプト第18王朝           | 紀元前1343年  | テーベから遷都。建設開始は紀元前1346年。                           |
| ペラ                     | マケドニア王国             | 紀元前5世紀末 | アイガイから遷都。                                                 |
| コンスタンティノープル   | ローマ帝国                 | 330年         | コンスタンティヌス1世が建設。                                      |
| 藤原京                   | 日本                       | 694年         | 飛鳥京から遷都。                                                   |
| 平城京                   | 日本                       | 710年         | 藤原京から遷都。                                                   |
| バグダード               | アッバース朝               | 762年         | アンバールより遷都                                                 |
| 長岡京                   | 日本                       | 784年         | 平城京から遷都。                                                   |
| 平安京                   | 日本                       | 794年         | 長岡京から遷都。                                                   |
| 大都                     | 元朝                       | 1267年        | カラコルムから遷都。1266年より建設を始め、1292年に完成。           |
| アユタヤ                 | アユタヤ王国               | 1351年        |                                                                    |
| アフマダーバード         | グジャラート・スルターン朝 | 1413年        | パータンから遷都。インドの都市。                                   |
| リマ                     | ペルー副王領               | 1535年        | 副王領の設置は1542年。                                             |
| ウダイプル               | メーワール王国             | 1568年        | 首都チットールガル陥落を機に遷都。インドの都市。                   |
| クリスチャニア           | ノルウェー                 | 1624年        | 旧オスロの大火後に移動。                                           |
| バレッタ                 | 聖ヨハネ騎士団             | 1571年        | ビルグから遷都。マルタの都市。                                     |
| ファテープル・シークリー | ムガル帝国                 | 1574年        | アーグラから遷都。                                                 |
| サンクトペテルブルク     | ロシア・ツァーリ国         | 1712年        | モスクワから遷都。                                                 |
| カールスルーエ           | バーデン                   | 1715年        | ドゥルラハから遷都。ドイツの都市。                                 |
| ジャイプル               | アンベール王国             | 1727年        | アンベールから遷都。インドの都市。                                 |
| ワシントンD.C.           | アメリカ合衆国             | 1800年        | フィラデルフィアから遷都。                                         |
| オースティン             | テキサス共和国             | 1839年        |                                                                    |
| オタワ                   | カナダ                     | 1857年        |                                                                    |
| マンダレー               | ビルマ王国                 | 1859年        | アマラプラから遷都。ミャンマーの都市。                             |
| ニューデリー             | イギリス領インド帝国       | 1912年        | コルカタから遷都。                                                 |
| アンカラ                 | トルコ                     | 1923年        |                                                                    |
| キャンベラ               | オーストラリア             | 1927年        | メルボルンから遷都。                                               |
| ケソン市                 | フィリピン                 | 1948年        | 1976年、マニラに再遷都された。                                     |
| ヌアクショット           | モーリタニア               | 1958年        | 国としての独立は1962年。                                           |
| ブラジリア               | ブラジル                   | 1960年        | リオデジャネイロから遷都。                                         |
| ハボローネ               | ボツワナ                   | 1966年        |                                                                    |
| イスラマバード           | パキスタン                 | 1969年        | ラーワルピンディーから遷都。                                       |
| ベルモパン               | ベリーズ                   | 1970年        | ベリーズシティから遷都。                                           |
| パリキール               | ミクロネシア連邦           | 1989年        | コロニアより遷都。                                                 |
| アブジャ                 | ナイジェリア               | 1991年        | ラゴスから遷都。                                                   |
| アスタナ                 | カザフスタン               | 1997年        | アルマトイから遷都。2019年にヌルスルタンに改称。2022年に元に戻る。 |
| ネピドー                 | ミャンマー                 | 2005年        | ヤンゴンから遷都。                                                 |
| マルキョク               | パラオ                     | 2006年        | コロールから遷都。                                                 |

## 計画段階または建設中の都市
- インドネシアでは、ボルネオ島（カリマンタン地方）東部の東カリマンタン州に新たな首都を建設し、2024年までにジャカルタから遷都する計画がある[2]。2022年1月に、新首都の名前を「ヌサンタラ」とすることが発表された。
- エジプトでは、カイロの東に新たな首都、「新行政首都」を建設する計画がある[3]。
- 赤道ギニアでは、リオ・ムニ（大陸部）に新都市ラパス（旧称オヤラ）を建設しており、首都をマラボから遷都する予定である。
- 大韓民国では、忠清南道に新都市世宗特別自治市を建設し、首都をソウル特別市から遷都する計画が進められている。当初は完全移転を目指していたが、行政機能の移転に変更された。2021年2月時点で44の政府機関が移転している[4]。2020年7月、政府は完全移転の推進を決定している[5]。
- 南スーダンでは、ラムシェル（英語版）に新たな都市を建設しジュバから遷都する計画がある[6]。

## 消滅した計画
- 世界首都ゲルマニア - 1933年にナチス・ドイツが立案したベルリン改造計画。1950年ごろに完成する予定だったが、敗戦により実現しなかった。
- アル・カラマ（英語版） - かつてアラブ首長国連邦憲法に定められていた首都。予定地はアブダビ首長国とドバイ首長国の国境付近で、憲法発効から7年以内に完成する計画であった。またそれまでの暫定首都はアブダビと定めらていた[7]。しかし1971年の憲法発効後もアル・カラマの建設は進められず、1996年の憲法改正で本項は削除されアブダビが首都となった[8]。